# Mikałaj Szubianok
Mikałaj Szubianok (biał. Мікалай Шубянок; ur. 4 maja 1985) – białoruski lekkoatleta, wieloboista.

## Osiągnięcia
- 5. miejsce podczas Uniwersjady (Bangkok 2007)
- 16. miejsce podczas igrzysk olimpijskich (Pekin 2008)
- złoty medal Uniwersjady (Belgrad 2009)
- 6. miejsce podczas Uniwersjady (Shenzhen 2011
- 9. miejsce podczas mistrzostw Europy (Helsinki 2012)

## Rekordy życiowe
- dziesięciobój lekkoatletyczny – 8055 pkt. (2012)
- siedmiobój lekkoatletyczny (hala) – 5668 pkt. (2007)